# Émile Oustalet
Émile Oustalet (Montbéliard, 24 augustus 1844 – Saint-Cast, 23 oktober 1905) was een Franse ornitholoog, museumconservator en hoogleraar in de zoölogie.

## Biografie
Oustalet studeerde natuurwetenschappen aan de École des Hautes-Études  in Parijs. Hij schreef in 1874 een proefschrift over fossiele insecten uit het Tertiair in Auvergne, voornamelijk de omgeving van Aix-en-Provence. 
In 1873 volgde hij Jules Verreaux op als assistent conservator  natuurlijke historie aan het Muséum national d'histoire naturelle in Parijs. Tussen 1892 en 1905 was hij bestuurslid van de Société Nationale d'Acclimatation de France, de voorganger van de  SNPN, een belangrijke Franse natuurbeschermingsorganisatie. In 1893 werd hij voorzitter van de Franse dierkundige vereniging (Société zoologique de France). 
In 1900 werd hij hoogleraar in de zoogdierkunde als opvolger van Alphonse Milne-Edwards.Verder was hij corresponderend lid van diverse ornithologische verenigingen zoals de British Ornithologists' Union, Zoological Society of London en de American Ornithologists' Union en was hij voorzitter van het International Ornithological Congress in 1900 in Parijs.

## Zijn werk

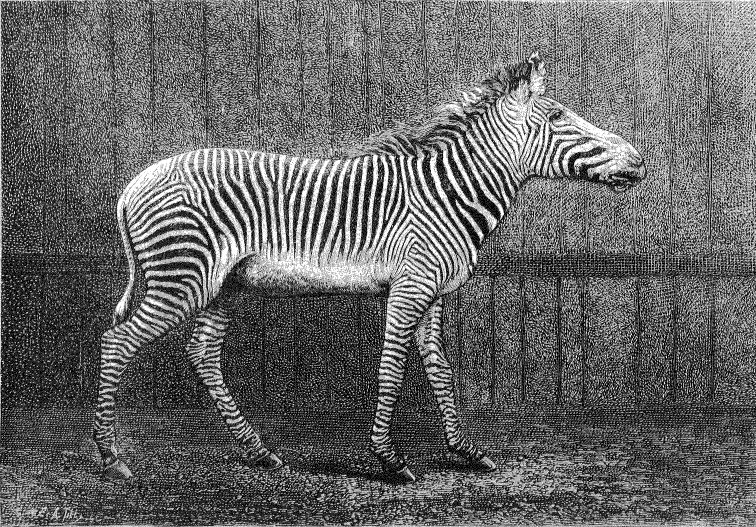
Eigentijdse foto van de grévyzebra in de dierentuin van de Jardin des Plantes in Parijs, kort voor het dier stierf.

Oustalet heeft veel nieuwe diersoorten beschreven in fraai uitgegeven boeken met litho's, onder andere een boek over de vogels van China, samen met pater Armand David. Het museum ontving daarvoor van David en andere missionarissen in China, Zuidoost-Azië en Frans-Congo heel veel materiaal. Oustalet is de soortauteur van de grévyzebra (Equus grevyi). Deze zebra werd in 1882 als geschenk van de regering van Ethiopië aan de Franse president Jules Grévy overgedragen en stierf kort daarna.
Oustalet beschreef 9 vogelgenera en 63 vogelsoorten (waarvan 11 soorten samen met een ander) die anno 2023 op de IOC World Bird List staan, waaronder Edwards' vijgpapegaai, Salvadori's vijgpapegaai, Elliots pitta, kleine rozebandroodmus, yunnangroenling en Patagonische saffraangors. 

### Publicaties (selectie)
- 1874: Recherches sur les insectes fossiles des terrains tertiaires de la France (Paris : G. Masson).
- 1877: met Armand David, Les Oiseaux de la Chine (G. Masson, Paris, deux volumes).
- 1878: met Alphonse Milne-Edwards, Études sur les Mammifères et les Oiseaux des Îles Comores (Paris).
- 1880 - 1881: Monographie des oiseaux de la famille des mégapodiidés (2 delen, Paris).
- 1889: Oiseaux dans le compte rendu de la mission scientifique du Cap Horn. 1882-1883 (Paris : Gauthier-Villars et fils).
- 1893: La Protection des oiseaux (Paris : Jouvet) — herziene uitgaven in 1895 en 1900.
- 1895: Les Mammifères et les Oiseaux des îles Mariannes (2 delen, Paris).
- 1899: Oiseaux du Cambodge, du Laos, de l'Annam et du Tonkin (Paris).

- Biblioteca Nacional de España: XX1244931
- Bibliothèque nationale de France: cb125594714 (data)
- Gemeinsame Normdatei: 117607681
- International Standard Name Identifier: 0000 0000 6307 2512
- Library of Congress Control Number: nb2007029008
- Base Léonore: LH//2028/39
- Nationale bibliotheek van Australië: 36002651
- Nederlandse Thesaurus van Auteursnamen: 165590599
- SNAC: w6cn8kwh
- Système universitaire de documentation: 034890114
- Trove: 1180645
- Virtual International Authority File: 39493006
- WorldCat: E39PBJhXdWvRv3pGHJbbYjwXBP